# از پاریز تا پاریس
از پاریز تا پاریس سفرنامه‌ای از محمدابراهیم باستانی پاریزی است که به روایتِ هشت سفر داخلی و خارجی می‌پردازد. این کتاب اولین بار در سال ۱۳۵۱ از سوی انتشارات امیرکبیر منتشر شد.
نویسنده معمولا اشعاری فارسی از خود در انتهای هر سفر نوشته است.

## سفرها
نویسنده در این کتاب به دلایل مختلف که عمدتا دعوت از وی برای حضور در یک کنگره است، به جاهای مختلفی سفر کرده که عناوین سفرنامه های وی در کتاب مورد بحث به شرح ذیل است:
1. در کنار فرات (سفرنامه عراق)
2. جشن هنر (سفرنامه شیراز)
3. در خاک پاک (سفرنامه پاکستان)
4. شهر تبریز است و کوی گُلسِتان (سفرنامه تبریز)
5. پرده هایی از میان پرده (سفرنامه رومانی)
6. هزاره بیهقی (سفرنامه مشهد)
7. از پاریز تا پاریس (سفرنامه اروپا)
8. کنگره ای در آکسفورد